# Le Livre de la jungle
 (janvier 2022).
Si vous disposez d'ouvrages ou d'articles de référence ou si vous connaissez des sites web de qualité traitant du thème abordé ici, merci de compléter l'article en donnant les références utiles à sa vérifiabilité et en les liant à la section « Notes et références ».
Pour les articles homonymes, voir Le Livre de la jungle (homonymie).
Le Livre de la jungle (The Jungle Book) est un recueil de nouvelles dans la tradition des fables indiennes de Bidpaï, écrit par Rudyard Kipling, écrivain britannique, lors d’un séjour de quatre années dans le Vermont, aux États-Unis, dans sa maison nommée « Bliss Cottage ». Kipling avait auparavant vécu pendant plus de six ans en Inde, d'où est puisée l'inspiration de la plupart de ses nouvelles. Parus en 1894 et en 1895, Le Livre de la jungle et Le Second Livre de la jungle constituent probablement son œuvre la plus célèbre. La traduction française la plus connue est celle de Robert d'Humières et Louis Fabulet (1899).

## Structure de l’œuvre

### Structure d'ensemble
Le Livre de la Jungle est un recueil de nouvelles dont la plupart racontent une histoire qui se passe dans la jungle, forêt située dans une Inde de fantaisie où vivent des animaux anthropomorphisés typiques du pays, ainsi que des hommes. Les nouvelles se succèdent dans un ordre qui n’est pas nécessairement chronologique, et permettent de découvrir par différents côtés la destinée de Mowgli « petit d’homme ». Dans le recueil, le lecteur assiste à son éducation, la vie sociale du monde des animaux, et les lois de la Jungle auxquelles tous sont soumis, les hommes aussi. Les histoires ne font pas toutes intervenir Mowgli. Presque toutes se déroulent dans la jungle indienne, sauf deux, prenant place essentiellement dans le Grand Nord (comme ce sera le cas plus tard pour Capitaines courageux, paru en 1897). Ainsi, Le Phoque blanc se déroule en Alaska et dans les différentes mers du monde ; elle mentionne les lois de la plage. Quiquern met en scène des Inuits ; le titre évoque le Qiqirn (en), esprit de chien dans la mythologie inuite.
À la fin de chaque nouvelle, un court chant en vers, en rapport avec cette dernière, offre un pendant poétique. Par exemple, le Chant de Mowgli à la suite de Au tigre ! au tigre !, le Chant de Darzee à la suite de Rikki-Tikki-Tavi, etc.

### L’histoire de Mowgli
Les nouvelles concernant Mowgli racontent l’histoire d’un enfant indien recueilli et élevé par des loups. Ce personnage voit le jour dans la nouvelle In the Rukh (écrite en 1893 et publiée dans le recueil Tours et détours (en)), dans laquelle il est adulte ; les histoires des deux Livres de la jungle dans lesquelles il apparait racontent son passé. Les aventures du « petit d'homme » parmi les animaux de la jungle font de ce récit un conte moral, lisible par les petits comme par les grands.
Mowgli ayant été séparé de ses parents à la suite de l'attaque du tigre Shere Khan, qui se brûla la patte dans leur feu au passage, il marcha à quatre pattes jusqu'au refuge de Père Loup et Raksha, sa femelle, qui décidèrent de l'élever avec leurs louveteaux. Il fut accepté dans la meute dirigée par Akela grâce aux interventions de Baloo, l'ours qui enseigne la loi de la jungle aux jeunes loups, et Bagheera, panthère noire qui offrit un taureau fraîchement tué pour "racheter" Mowgli.

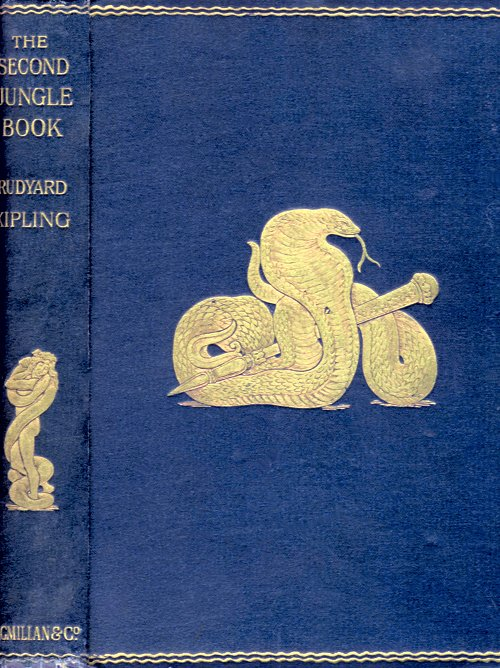
Couverture du The Second Jungle Book de 1895.

## Liste des nouvelles

### Le Livre de la jungle
- Les Frères de Mowgli (en) (avec Mowgli)
- La Chasse de Kaa (en) (avec Mowgli)
- Au tigre ! Au tigre ! (en) (avec Mowgli)
- Le Phoque blanc
- Rikki-tikki-tavi
- Toomai des Éléphants (en)
- Service de la Reine

### Le Second Livre de la jungle
- Comment vint la crainte (avec Mowgli)
- Le Miracle de Purun Bhagat
- La Descente de la jungle (en) (ou La Jungle déchaînée) (avec Mowgli)
- Les Croque-morts
- L'Ankus (en) du roi (avec Mowgli)
- Quiquern
- Chien rouge (en) (avec Mowgli)
- La Course de printemps (avec Mowgli)

## Liste des personnages

### Les humains
- Mowgli : personnage principal des nouvelles où il apparaît, jeune humain qui a été élevé par les loups dans la jungle. Il était déjà au centre de la nouvelle Dans le "Rukh" (In the Rukh), écrite en 1893 et publiée dans le recueil Tours et détours (en). L'auteur affirme[6] avoir inventé ce nom, qui ne désigne la grenouille dans aucune langue connue de lui, bien que le personnage soit appelé "petite grenouille" par Raksha[7].
- Petit Toomaï : le petit cornac qui a la chance d'assister à la danse des éléphants.
- Teddy : le petit garçon britannique plusieurs fois sauvé des cobras par la mangouste Rikki-Tikki-Tavi.
- Messua : la femme qui recueille Mowgli lorsque celui-ci vient au village des hommes. Elle a perdu un fils, Nathoo, sûrement tué par Shere-Khan, et considère Mowgli comme son remplaçant.
- Buldeo : le chasseur du village, superstitieux et mystificateur. Son nom, signifiant "Dieu fort", est celui d'un frère de Krishna[7].
- Le prêtre du village: il reconnait en Mowgli un "enfant-loup".
- Grand Toomaï : cornac, père de Petit Toomaï.
- Petersen Sahib : le chef des opérations de capture des éléphants sauvages.
- Les parents de Teddy : les propriétaires du bungalow dans le jardin duquel se déroulent les aventures de Rikki-Tikki-Tavi.
- Machua : l'assistant de Petersen qui renomme Petit Toomaï en "Toomaï des Éléphants".
- Le narrateur de "Service de la reine" : un homme qui se perd la nuit dans le campement et surprend une conversation entre plusieurs animaux de guerre, qu'il comprend car il a appris leur langage.
- Purun Bhagat : autrefois Sir Purun Dass K.C.I.E, Président d'un État indien, reconverti en ascète. Il est mentionné dans Au tigre ! Au tigre ! (en), où Buldeo dit qu'il boitait toujours à la suite d'un coup reçu lors d'une émeute où l'on avait brûlé ses livres de compte. Il est le héros de Le Miracle de Purun Bhagat, où il se familiarise avec les animaux qui fréquentent le temple où il vit seul et sauve un village de l'éboulement d'une montagne. "Purun" ou "puran" veut  dire "parfait", accompli ; "dass" signifie "serviteur"[7].

### Les animaux

#### Dans les nouvelles mettant en scèneMowgli
- Bagheera : la panthère noire, mâle, meilleur ami de Mowgli. Il a autrefois été enfermé dans une cage à Oodepoore, mais est devenu la plus féroce créature de la jungle. Son nom signifie "panthère" en hindi, diminutif de "bagh", tigre[7].
- Baloo : l’ours, assez âgé, docteur de la loi, il enseigne la Loi de la Jungle et les langues des Peuples de la Jungle aux jeunes louveteaux et à Mowgli, parfois trop durement. Son nom désigne l'ours en hindi (bien que la question se pose de savoir s'il y avait des ours bruns dans la région de Seoni)[7].
- Kaa : le python, l'animal le plus vieux de la jungle, il vient en aide à Baloo et Bagheera pour récupérer Mowgli enlevé par les Bandar-Log (singes) et, plus tard, se lie d'amitié avec le petit homme. Son nom vient d'une onomatopée inventée par Kipling pour reproduire le sifflement d'un gros serpent[7].
- Shere Khan : le tigre boiteux, aussi appelé Lungri (le boiteux en hindi[7]), ennemi de Mowgli. Il le considère comme sa proie qui lui revient de droit. Il sème la zizanie dans le clan du Peuple Libre en influençant les jeunes loups et parvient à faire exclure Mowgli qui part vers le village des hommes. Il meurt piétiné par le troupeau de buffles conduit par le garçon avec l'aide d'Akéla et Frère-Gris.
- Raksha : la louve grise, également appelée Mère-Louve ou La démone (signification de son nom en hindi[7]), mère adoptive de Mowgli. Elle le défend lorsque Shere-Khan le réclame à l'entrée de sa tanière.
- Père Loup : le loup, père adoptif de Mowgli.
- Frère Gris : le loup, frère de Mowgli, qui le prévient du retour de Shere Khan et l'aide à le tuer. Il vit avec Mowgli et trois autres de leurs frères quand celui-ci revient dans la jungle, mais ne réintègre pas le Clan. Il dévore Tabaqui après que ce dernier lui a révélé les plans de Shere Khan.
- Akela : le vieux loup, chef du clan du Peuple Libre. Il est déchu lorsqu'il rate son gibier. Il aide Mowgli à se débarrasser de Shere Khan. Il meurt lors de la bataille contre les Chiens Rouges. Son nom signifie solitaire, selon Kipling[7].
- Hathi : l’éléphant, le seigneur de la jungle et le Gardien des légendes, respecté par toutes les créatures. Il a le droit de vie ou de mort, car c'est lui qui lance l'appel de la trêve de l'eau.
- Phao : le loup qui devient le chef du deuxième clan de Seeonee après la dissolution du premier à la suite de la chute d'Akela.
- Tabaqui : le chacal qui accompagne Shere Khan. Il est craint dans la jungle pour ses crises de folie. L'auteur dit[8] qu'il croit avoir inventé ce nom. Il signifie littéralement "lèche-plat" en hindi[9].
- Chil : le milan, le messager du jour. Il informe Bagheera, Baloo et Kaa de l'endroit où les Bandar-log ont emmené Mowgli.
- Les Bandar-log (en) : le peuple des singes. Sans foi ni loi, ils sont ignorés du Peuple de la Jungle. Décrits comme instables, ayant de grandes ambitions temporaires, mais totalement incapables de mener à bien un projet et voulant à tout prix attirer l'attention. Ils sont méprisés par les autres animaux de la jungle. Ils enlèvent Mowgli dans l'espoir qu'il pourra leur fabriquer des abris contre le vent et devenir leur chef, persuadés qu'ainsi ils deviendront le meilleur peuple de toute la jungle. En hindi, Bandar est le nom vulgaire des macaques de l'espèce rhésus. "Log", comme dans "gidurlog", le "peuple chacal" (voir Les Frères de Mowgli (en)) désigne un groupe. Ces singes vivent notamment dans "les Grottes-Froides" (ou "Froid-Repaire"), les ruines d'une ancienne cité hindoue. Le nom évoque le refroidissement d'un gîte abandonné. En 1887, Rudyard Kipling découvre dans les États radjpoutes du désert indien la ville abandonnée d'Amber (Rajasthan). Sa forteresse, aujourd'hui encore, abriterait un trésor sous ses voûtes. Puis, après une marche téméraire solitaire et nocturne, il visite les vestiges de Chittor. Ses impressions serviront de base à sa description de la ville des singes[7].
- Won-tolla : le loup solitaire qui combat les Chiens Rouges au côté du deuxième Clan de Seeonee après qu'ils ont tué sa femme et ses enfants.
- les Chiens Rouges : un clan de dholes féroces qui traverse la jungle avec l'intention de tout y dévorer.
- Rama : le buffle, il est le mâle dominant du troupeau que Mowgli lâche sur Shere Khan. Comme tous les buffles, il ne parle pas, contrairement aux autres animaux, car Mowgli ne connaît pas leur langage. Il porte le nom Rāma, roi héros du Rāmāyaṇa, épopée indienne[7].
- Mysa : le buffle des marais accompagné de sa Vache.
- Mor : le paon, nommé d'après son nom en hindi[7].
- Mang : la chauve-souris, messagère de la nuit, principalement citée, elle apparaît très peu. Elle est mentionnée comme alertant toute la jungle de la bataille contre les Bandar Logs.
- Sahi (ou Ikki) : le porc-épic, il aime bavarder et raconter à toute la jungle les derniers ragots. Kipling déclare avoir inventé le nom de "Ikki", qui rime avec "sticky" ("peu accommodant", en anglais). Dans les premières éditions du Livre de la jungle et la nouvelle La Descente de la jungle (en) (dans Le Second Livre de la jungle), il est nommé "Sahi". Son nom que lui donnent le peuple des Gonds, dans une des langues dravidiennes du sud du pays, "ho-igoo", apparaît dans la nouvelle Comment vint la crainte (dans Le Second Livre de la jungle)[7].
- Lardaki : La Louve au grand cœur, cité par les Loups du Panjur. Défenseuse et protectrice
- Thuu, le Cobra Blanc : un très vieux cobra albinos, qui garde un fabuleux trésor souterrain caché dans les Grottes Froides. Son nom veut dire "tout sec" car il n'a plus de venin.
- Thâ : le premier éléphant qui fit naître la jungle. Son histoire est contée par Hathi aux animaux et à Mowgli, présents au bord des rochers de la paix.
- le Premier Tigre : protagoniste de l'histoire que raconte Hathi, il est le premier juge et juge de la jungle, mais commet le premier meurtre sur un chevreuil. Il en est puni par Thâ qui ordonne aux arbres et aux lianes de le marquer de rayures. Après avoir introduit la Mort dans la jungle, il y répand la Crainte en tuant le premier homme.
- le Singe Gris : il est nommé le deuxième juge de la jungle après le Premier Tigre, mais n'est pas capable d'autres choses que de singeries, et introduit la Honte dans la jungle.

#### Cités seulement
- Jacala : le crocodile vivant dans la Waingunga, la rivière de la jungle.
- Ferao : le pic-vert; c'est dans sa clairière que l'on fait la fête.
- Chickaï : le rat sauteur du plateau du Dekkan (patrie des Chiens Rouges).
- Oo : la tortue.
- Phaona : le père de Phao.
- Ko : le corbeau annonciateur de la mort.

#### Les animaux des autres nouvelles
- Kala Nag : l'éléphant de la famille de Toomaï depuis plusieurs générations.
- Pudmini : l'éléphante favorite de Petersen Sahib, intelligente. Elle doit son nom à Padimini (en), princesse radjpoute, convoitée par un prince musulman, qui périt lors du sac de Chittor au XIVe[7].
- Rikki-Tikki-Tavi : la mangouste, adoptée par une famille britannique, il traque les serpents dans leur jardin.
- Darzee : la fauvette couturière (oiseau), son petit s'est fait dévorer par les cobras du jardin. Il ne pense qu'à chanter la gloire de Rikki-Tikki-Tavi au lieu de lui apporter son aide.
- la femme de Darzee : également une fauvette couturière, plus intelligente que son compagnon, elle aide Rikki-Tikki-Tavi en détournant l'attention de Nagaina.
- Chuchundra : le rat musqué qui aide Rikki-Tikki-Tavi de ses conseils. Chuchundra ne marche jamais au milieu des pièces et préfère raser les murs.
- Nag : le cobra royal, ennemi de Rikki-Tikki-Tavi, il est tué par celui-ci alors qu'il espérait tuer le père de Teddy
- Nagaina : le cobra femelle, plus terrible que son mari, elle est également tuée par Rikki-Tikki-Tavi.
- Karait : un bongare indien (serpent), tué par Rikki alors qu'il menace Teddy.
- Billy : le vieux mulet de batterie.
- Le Cheval de Troupe : le cheval importé d'Australie pour servir dans l'armée des Indes.
- Double-Queue : l'éléphant qui redoute d'avancer dans la bataille.
- le Jeune Mulet : le mulet de recrue sans grande expérience.
- le Chameau : il fait de mauvais rêves la nuit et sème la panique dans le campement.
- les bœufs de batteries : deux bœufs jumeaux.
- Vixen : la petite chienne du narrateur.
- Sona : un ours, ami de Purun Bhagat.
- le Mugger de Mugger Ghaut : un vieux crocodile des marais mangeur d'hommes et de charognes.
- le Chacal : écoute l'histoire que lui raconte le Mugger en étant attentif à ne pas se faire dévorer.
- l'Adjudant : une sorte de grue, qui accompagne le Mugger et le Chacal.
- Kotick : le phoque blanc, il assiste au massacre de ses congénères par des humains, et n'a de cesse de chercher un endroit sûr pour tous les phoques.
- Sea Catch : l’otarie mâle, père de Kotick.
- Matkah : l'otarie femelle, mère de Kotick et femme de Sea Catch.
- Limmershin : le troglodyte des forêts qui raconte l'histoire du Phoque blanc au narrateur. Limmershin est le nom aléoutien du roitelet d'hiver (ou troglodyte) de l'Alaska, qui veut dire « chique de tabac ». C'est un remarquable chanteur[7].
- Sea Vitch : le morse.
- Sea Cow : le peuple des dugongs muets qui font découvrir à Kotick une île sûre pour les phoques. L'île en question se trouverait sur les côtes de la mer de Beaufort ou de la mer de Sibérie orientale, dans l'océan Arctique[7],[10].
- Sea Pig : le peuple des marsouins.

## Inspirations
Rudyard Kipling trouva son inspiration dans Nada the Lily (en), roman écrit par son ami et compatriote Henry Rider Haggard et publié en 1892, comme il le dit dans une lettre du 20 octobre 1895. Dans son roman, Haggard imagine des loups se dressant devant un homme mort assis sur un rocher.
Les aventures de Mowgli se déroulent essentiellement dans l'Inde centrale, dans la région de Seoni (orthographié Seeonee par Kipling), dans l'État du Madhya Pradesh. Kipling n'y avait jamais été, aucun voyage dans cette contrée n'est mentionné dans son autobiographie. Sa documentation provient visiblement de ses amis Aleck et Edmonia Hill, qui l'avaient visité et en avaient rapporté des photos.

## Influences de l’histoire de Mowgli
L’une des applications concrètes de ce récit peut être directement trouvée dans le scoutisme. En effet, les histoires racontées sont des fables qui utilisent les animaux de façon anthropomorphe afin de délivrer une morale. Le Livre de la Jungle constitue alors un cadre imaginaire, un guide et une référence, pour le louvetisme, branche du scoutisme réservée aux enfants âgés de 8 à 12 ans. Les enfants, appelés louveteaux, sont encadrés par des animateurs empruntant souvent le nom d’un des personnages du livre : Akela, le chef du clan de Seeonee, le Solitaire ; Bagheera, la panthère noire qui enseigne à Mowgli l’art de la chasse ; Baloo, l’ours qui enseigne la Loi de la Jungle aux louveteaux ; Chil, le vautour (un milan dans la version originale) ; Kaa, le python ; Raksha, la mère-louve… Le groupe forme alors une meute. Cet imaginaire fut adopté dès l'époque de Baden-Powell pour les louveteaux et se retrouve dans les noms de jungle.

## Éditions françaises

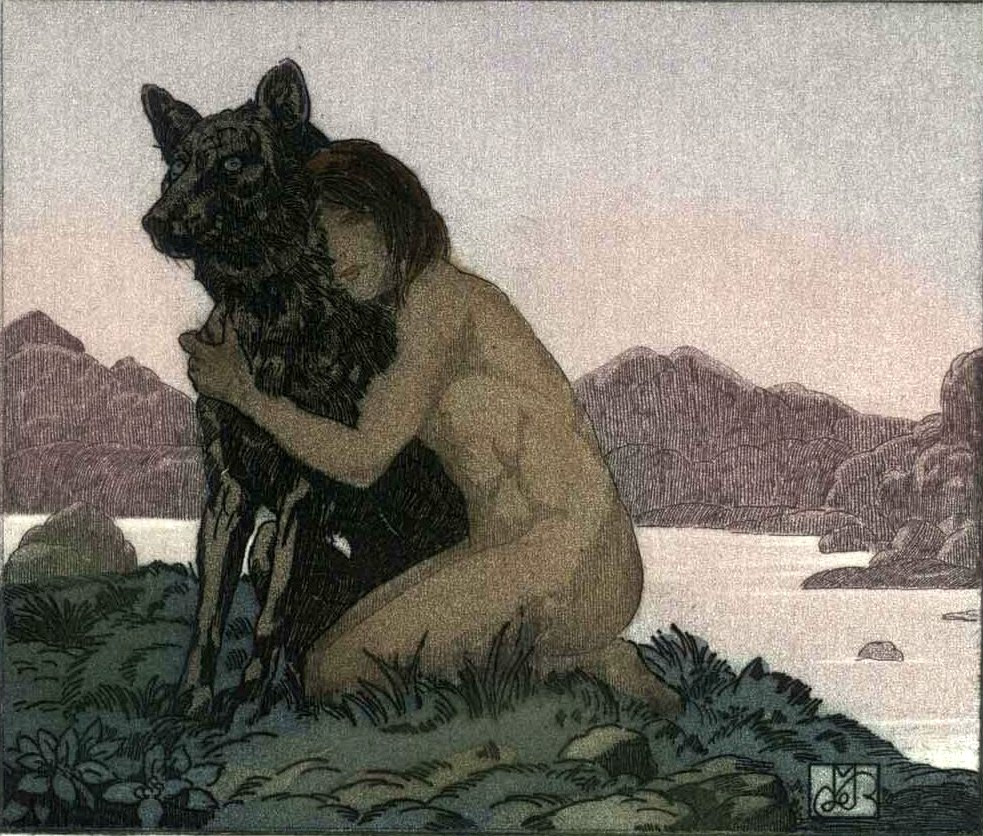
Illustration du Livre de la jungle de Kipling

- Le Livre de la jungle, traduit par Louis Fabulet et Robert d’Humières, Paris, Mercure de France, « Collection d'auteurs étrangers », 1899
- Le Livre de la jungle, traduit par les mêmes, illustrations de Roger Reboussin, Delagrave, Paris, 1925.
- Le Livre de la jungle, traduit par Philippe Jaudel, dans Œuvres, tome II, Paris, Gallimard, « Bibliothèque de la Pléiade » no 387, 1992
- Le Livre de la Jungle : Histoire de Mowgli, texte reprenant uniquement les chapitres de l'histoire de Mowgli, adaptation et traduction de François Chagneau, illustration de Pierre Joubert, Éditions Delahaye, 2006

## Adaptations

### Films
Films américains sauf mention contraire.
- 1942 : Le Livre de la jungle (Jungle Book) film britannique de Zoltan Korda avec Sabu
- 1967 : Le Livre de la jungle (The Jungle Book) film d'animation de Wolfgang Reitherman pour Walt Disney Pictures
- 1967 : Maugli film d'animation russe de Roman Davydov
- 1994 : Le Livre de la jungle (The Jungle Book) film de Stephen Sommers pour Walt Disney Pictures
- 1997 : Les Nouvelles Aventures de Mowgli (The Second Jungle Book: Mowgli & Baloo) film de Duncan McLachlan
- 1998 : Jungle Book: Lost Treasure film de Michael McGreevey (aventures dérivées des personnages)
- 1998 : Le Livre de la jungle : L'Histoire de Mowgli (The Jungle Book: Mowgli's Story) long-métrage des studios Disney réalisé par Nick Marck
- 2003 : Le Livre de la jungle 2 (The Jungle Book 2) film d'animation de Steve Trenbirth pour Walt Disney Pictures
- 2016 : Le Livre de la jungle (The Jungle Book) long-métrage des studios Disney, réalisé par Jon Favreau
- 2018 : Mowgli : La Légende de la jungle (Mowgli: Legend of the Jungle), long-métrage réalisé par Andy Serkis, distribué sur Netflix

### Séries télévisées
- 1989 : Le Livre de la jungle, série d’animation de Fumio Kurokawa.
- 1996-1998 : Le Livre de la jungle, souvenirs d'enfance (Jungle Cubs), série d'animation Disney présentant l’enfance des personnages.
- 1998 : Les Nouvelles Aventures de Mowgli (Mowgli: The New Adventures of the Jungle Book), série en prise de vue réelle
- 2010 : Le Livre de la jungle, série d'animation en 3D.

### Comédie musicale
Jungle book création chorégraphiée par Robert  Wilson.

### Bande dessinée
- Le Dernier Livre de la jungle, scénario de Stephen Desberg et dessins d'Henri Reculé en quatre volumes sortis entre 2004 et 2007.
- Le Livre de la jungle, scénario et dessins de Jean-Blaise Djian, Glénat Les Grands Classiques de la littérature en bande dessinée, 2016.

### Musique
- Le Livre de la jungle, cycle orchestral composé de quatre poèmes symphoniques et de trois mélodies de Charles Koechlin (1939)

### Disques
- Le Livre de la jungle - Les frères de Mowgli (1965), raconté par Serge Reggiani, qui relate l'arrivée de Mowgli au clan des loups, jusqu'à son départ après la cérémonie du Rocher du Conseil.
- Le Livre de la jungle - La chasse de Kaa (1965), raconté par Serge Reggiani, qui raconte l'enlèvement de Mowgli par les singes et son sauvetage par Bagheera, Kaa et Baloo
- Le Livre de la jungle - 3e disque (1966) où on trouve en face A, l'histoire de "L'ankus du roi" et en face B, l'histoire de la mangouste Rikki-Tikki-Tavi. Sur ce 3e disque, le conteur est Jean-Louis Trintignant

Ces trois disques sont basés sur les livres originaux de Kipling et de nombreux acteurs ont apporté leurs voix pour interpréter les personnages : Denise Gence (Mère Louve), Julien Guiomar (Père Loup), Jacques Hilling (Baloo), Aimé Clariond (Kaa), Catherine Sellers (Bagheera), Jacques Dufilho (Tabaqui)… Ces œuvres sont récompensées du Grand prix du disque de l'Académie Charles-Cros.

### Lecture à la radio
- Épisode 1 : Les frères de Mowgli (Audio durée 25 minutes), extrait du Livre de la jungle de Kipling, traduction de Robert d'Humières et Louis Fabulet, lecture de Jacques Gamblin sur France Culture (28/10/2019)
- Épisode 2 : Au tigre, au tigre ! (Audio durée 25 minutes), extrait du Livre de la jungle de Kipling, lecture de Jacques Gamblin sur France Culture (29/10/2019)
- Épisode 3 : Comment vint la crainte (Audio durée 25 minutes), extrait du Livre de la jungle de Kipling, lecture de Jacques Gamblin sur France Culture (30/10/2019)
- Épisode 4 : Chien rouge (Audio durée 25 minutes), extrait du Livre de la jungle de Kipling, lecture de Jacques Gamblin sur France Culture (31/10/2019)
- Épisode 5 : La course du printemps (Audio durée 25 minutes), extrait du Livre de la jungle de Kipling, lecture de Jacques Gamblin sur France Culture (01/11/2019)

### Jeux vidéo
- 1994 : Le Livre de la jungle, adaptation du film de Disney par Virgin Interactive
- 2001 : Le Livre de la jungle : Groove Party